# Không quân Hoàng gia Campuchia
Không quân Hoàng gia Campuchia là một quân chủng của Quân đội Hoàng gia Campuchia chịu trách nhiệm điều hành tất cả các máy bay quân sự ở Campuchia, với quy mô rất khiêm tốn, năng lực tác chiến được đánh giá thấp nhất khu vực Đông Nam Á. Quân số của lực lượng vào khoảng 2.500 người, 35 máy bay các loại, các máy bay đang hoạt động chủ yếu là các loại máy bay vận tải và trực thăng. Không quân Hoàng gia đang hoạt động với vai trò cung cấp cầu vận tải đường không là chủ yếu, năng lực tấn công đường không rất hạn chế.

## Tổ chức
Không quân Hoàng gia Campuchia dưới sự chỉ huy của Trung tướng Soeung Samnang cùng với bốn Phó tư lệnh dưới quyền ông. Không quân hiện thuộc thẩm quyền của Bộ Quốc phòng. Bộ Tư lệnh Không quân nằm ở sân bay quốc tế Phnôm Pênh và vẫn còn đóng quân tại căn cứ không quân Pochentong. Những chiếc máy bay hoạt động duy nhất ở căn cứ không quân Pochentong là từ các phi đội VIP. Bảo dưỡng máy bay trực thăng cũng tại Pochentong. Các trực thăng Mi-8, Mil Mi-26 Halo và Mi-17 từ phi đội trực thăng đều đóng tại sân bay Quốc tế Siem Reap.

## Quân hàm
|            | Sĩ quan              | Sĩ quan   | Sĩ quan     | Sĩ quan     | Sĩ quan     | Sĩ quan | Sĩ quan  | Sĩ quan  | Sĩ quan | Sĩ quan  | Sĩ quan  | Sĩ quan  |
| Cấp Tướng  | Cấp Tướng            | Cấp Tướng | Cấp Tướng   | Cấp Tướng   | Cấp Tá      | Cấp Tá  | Cấp Tá   | Cấp Úy   | Cấp Úy  | Cấp Úy   | Cấp Úy   |          |
| ---------- | -------------------- | --------- | ----------- | ----------- | ----------- | ------- | -------- | -------- | ------- | -------- | -------- | -------- |
| Không quân | Không có tương đương |           |             |             |             |         |          |          |         |          |          |          |
| Cấp bậc    | Thống tướng          | Đại tướng | Trung tướng | Thiếu tướng | Chuẩn tướng | Đại tá  | Trung tá | Thiếu tá | Đại úy  | Trung úy | Thiếu úy | Chuẩn úy |

|            | Hạ sĩ quan | Hạ sĩ quan     | Hạ sĩ quan | Hạ sĩ quan    | Hạ sĩ quan | Hạ sĩ quan | Hạ sĩ quan | Binh sĩ   | Binh sĩ  |
| ---------- | ---------- | -------------- | ---------- | ------------- | ---------- | ---------- | ---------- | --------- | -------- |
| Không quân |            |                |            |               |            |            |            |           |          |
| Cấp bậc    | Chuẩn úy   | Thượng sĩ nhất | Thượng sĩ  | Trung sĩ nhất | Trung sĩ   | Hạ sĩ      | Chuẩn sĩ   | Binh nhất | Binh nhì |

## Lịch sử
Vào đầu năm 1990, các loại trực thăng Mi-8, Mil Mi-26 Halo và Mi-17 đều phục vụ trong lực lượng không quân, cũng như máy bay vận tải Harbin Y-12 và BN-2 Islander. Một đơn vị vận tải VIP được thành lập vào năm 1995 sử dụng An-24RV và Beech 200 Super King Air. Năm 2000 một thỏa thuận đã được thực hiện với Ngành công nghiệp Hàng không Israel để đại tu MIG 21 và chứng kiến việc chuyển giao máy bay L-39C Albatross dùng để huấn luyện bay và đưa vào phục vụ trong thời gian 1995-2000.

## Trang bị
Chỉ có các loại trực thăng Mi-8, Mi-26 Halo và Mi-17 là hiện vẫn còn dùng được. Phi đội VIP gồm các trực thăng và máy bay chở khách đều nằm dưới sự kiểm soát của các cơ quan dân sự.
| Máy bay cánh cố định         | Máy bay cánh cố định | Máy bay cánh cố định                  | Máy bay cánh cố định | Máy bay cánh cố định | Máy bay cánh cố định |
| Máy bay                      | Xuất xứ              | Kiểu                                  | Hoạt động            | Chú thích            |                      |
| ---------------------------- | -------------------- | ------------------------------------- | -------------------- | -------------------- | -------------------- |
| MiG-21                       | Liên Xô              | Máy bay tiêm kích                     | 2                    |                      |                      |
| Aero L-39 Albatros           | Cộng hòa Séc         | Cường kích                            | 5                    |                      |                      |
| Xian MA60                    | Trung Quốc           | Máy bay vận tải 60 ghế                | 2                    |                      |                      |
| Harbin Y-12                  | Trung Quốc           | Máy bay vận tải tiện ích              | 2                    |                      |                      |
| BN-2A Islander               | Anh Quốc             | Máy bay vận tải tiện ích              | 1                    |                      |                      |
| Antonov An-24                | Liên Xô              | Máy bay vận tải                       | 2                    |                      |                      |
| Tecnam P92                   | Bản mẫu:Italy        | Máy bay huấn luyện trinh sát          | 5                    |                      |                      |
| Trực thăng                   |                      |                                       |                      |                      |                      |
| Máy bay                      | Xuất xứ              | Kiểu                                  | Hoạt động            | Chú thích            |                      |
| Harbin Z-9                   | Trung Quốc           | 12 trực thăng chuyên dụng, 2 tấn công | 12                   |                      |                      |
| Mil Mi-8/Mil Mi-17           | Liên Xô/ Nga         | Trực thăng vận tải                    | 2                    |                      |                      |
| Mil Mi-26                    | Liên Xô              | Trực thăng vận tải                    | 2                    |                      |                      |
| Aérospatiale AS 355 Ecureuil | Pháp                 | Trực thăng chuyên dụng                | 1                    |                      |                      |
| Aérospatiale SA 365 Dauphin  | Pháp                 | Trực thăng chuyên dụng                | 1                    |                      |                      |